# Banatsko Aranđelovo
Banatsko Aranđelovo (serbocroata cirílico: Банатско Аранђелово; húngaro: Oroszlámos) es un pueblo de Serbia perteneciente al municipio de Novi Kneževac en el distrito de Banato del Norte de la provincia autónoma de Voivodina.
En 2011 tenía 1398 habitantes, de los cuales algo más de la mitad eran étnicamente serbios, la cuarta parte magiares y la sexta parte gitanos.
La localidad fue fundada entre 1748 y 1761 como un pueblo étnicamente serbio, en un señorío de la familia noble húngara Batthyány. Los magiares llegaron a partir de 1785, cuando los Batthyány no fueron capaces de acoger a todos los colonos que querían establecerse en cuatro aldeas tabacaleras próximas de su propiedad, por lo cual decidieron asentarlos aquí. A principios del siglo XX, antes del tratado de Trianón, los magiares llegaron a ser el primer grupo étnico del pueblo.
Se ubica unos 10 km al este de Novi Kneževac, sobre la carretera 104 que lleva a Kikinda en paralelo a la frontera con Rumania. Al norte del pueblo sale la carretera 302, que lleva a la ciudad húngara de Szeged a través del paso fronterizo de Kübekháza.